# Haakon Shetelig

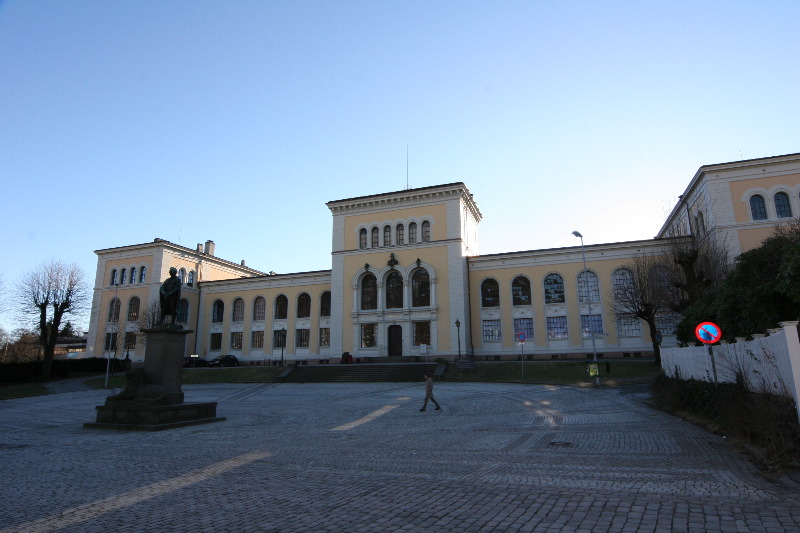
O Museu de Bergen, onde trabalhou Shetelig.

Haakon Shetelig (1877-1955) foi um arqueólogo e humanista norueguês. Trabalhou como conservador no Museu de Bergen a partir de 1901, tendo-se tornado também professor a partir de 1915. Permaneceu ligado ao museu até 1942.
Iniciou a sua carreira com as escavações de Grønhaug, na ilha de Karmøy . Em 1904, foi chamado a Oslo, para auxiliar o seu colega sueco Gabriel Gustafson nas escavações da sepultura do barco de Oseberga. Após a morte de Gustafson em 1905, Shetelig trabalhou com Anton Wilhelm Brøgger para divulgar os resultados das suas escavações. Em 1920, liderou as escavações do barco de Kvalsund.
O "axioma de Shetelig" afirma que a "Era Viquingue" começou quando viquingues escandinavos atacaram Lindisfarne em 793.